# Центар за оснаживање свих који су преживели експлоатацију и трговину људима
Центар за оснаживање свих који су преживели експлоатацију и трговину људима (енгл. Centre to Empower All Survivors of Exploitation and Trafficking) је непрофитна организација у Едмонтону, Алберта, Канада.

## Историјат
Едмонтон је почетком 1990-их формирао организацију Заједница за контролисану проституцију, која је касније преименована у Заједницу за промену проституције. Због широко распрострањене проституције у едмонтонским насељима шеф полиције је 1992. прогласио „годином Џона“. Градоначелница Јан Рајмер и шеф полиције су касније покренули Акциону групу за проституцију и Саветодавни одбор за сигурније градове. У то време, неколико улица у Едмонтону је претворено у једносмерне у покушају да се ограничи кружење возила.
Године 1997. је основана Фондација за подизање свести о проституцији и акцији из Едмонтона, која је касније преименована у Центар за окончање сваке сексуалне експлоатације. Од 2011. носи данашњи назив Центар за оснаживање свих који су преживели експлоатацију и трговину људима. Кејт Квин је извршна директорка Центра.

## Програми
Године 1996. је Едмонт покренуо Програм за преступнике проституције, данашњи назив „СТОП: Програм за преступнике у вези са сексуалном трговином”. Центар за оснаживање свих који су преживели експлоатацију и трговину људима координира програм за преступнике у вези са сексуалном трговином и управља средствима генерисаним програмом.
Садржи услуге излечења од трауме, вршњачку подршку, едукацију, обезбеђивање стабилности прихода преживелих и сведочење на суду против преступника.
Сваке године организује церемонију којом одаје признање мушкарцима који показују узорно вођство у циљу окончања родне дискриминације и насиља. Неки од добитници награду су Марк Хајсер Виренга 2014. и Амарјет Сохи 2015. године.